# Märta Schéle
Märta Kristina Schéle, född Boysen den 1 februari 1936 i Göteborg, död 27 september 2016 i Göteborg, var en svensk sångerska (sopran) och sångpedagog.
Märta Schéle avlade musiklärarexamen vid Kungliga Musikhögskolan i Stockholm 1962 och var lärare vid Musikhögskolan vid Göteborgs universitet. Hon är begravd på Släps kyrkogård.

## Priser och utmärkelser
- 1983 – Ledamot nr 846 av Kungliga Musikaliska Akademien
- 1987 – Litteris et Artibus [5][6]
- 1996 – Professors namn [7]
- 2011 – Medaljen för tonkonstens främjande